# Musaigen no Phantom World
Musaigen no Phantom World (яп. 無彩限のファントム・ワールド Мусаигэн но Фантому Ва:рудо, букв.«Многоцветный призрачный мир») — ранобэ, написанное Соитиро Хатано и проиллюстрированная Сираби. В январе 2016 года вышла аниме-адаптация.

## Сюжет
В начале XXI века в результате теракта из одной из лабораторий на свободу вырвался вирус, который быстро распространился по земле и вызвал в мозге людей изменения, позволившие им видеть существ, которых стали называть «фантомы». Кроме того, вирус привёл к рождению детей с паранормальными силами, которые сражаются с «фантомами» за различные вознаграждения.
Сюжет разворачивается вокруг Харухико Итидзё, который учится в академии Осии. В академии Осии собирают школьников, которые способны работать с «фантомами».

## Персонажи
Харухико Итидзё (яп. 一条 晴彦 Итидзё: Харухико)
Сэйю: Хиро Симоно
Главный персонаж, школьник, который в свободное время любит читать книги. У него есть дар — призывать или запечатывать духов через рисунок. Вместе со своими напарницами Май и Рэйной охотится на «фантомов». Эрудирован.
Май Каваками (яп. 川神 舞 Каваками Май)
Сэйю: Сумирэ Уэсака
Главная героиня, старший партнёр Харухико, лидер команды. Она хорошо владеет боевыми искусствами, её способность заключается в извлечении ци элементов из органов тела и использовании их для борьбы с «фантомами». Имеет склонность сначала делать и только потом думать.
Рэйна Идзуми (яп. 和泉 玲奈 Идзуми Рэйна)
Сэйю: Саори Хаями
Новая ученица академии Осии, которая присоединилась к команде Харухико. Обладает способностью пожирать «фантомов», занимается айкидо, очень любит поесть.
Който Минасэ (яп. 水無瀬 小糸 Минасэ Който)
Сэйю: Маая Утида
Ученица академии Осии. Сражается с «фантомами» с помощью своего голоса. Постоянно носит наушники. Любит сладости.
Руру (яп. ルル)
Сэйю: Адзуса Тадокоро
Полное имя Рурурарури Рурарарирараруруририрари Рирарарурурарарурурарарирари. Девушка-фантом в форме маленькой феи, сопровождающая Харухико, часто его любит высмеивать.
Куруми Кумамакура (яп. 熊枕 久瑠美)
Сэйю: Мисаки Куно
Застенчивая ученица начальных классов академии Осии. Она всегда носит с собой плюшевого мишку по имени Альбрехт.

## Адаптации

### Ранобэ
Ранобэ было написано Соитиро Хатано и проиллюстрировано Сираби. Публикацией занималась Kyoto Animation (лейбл KA Esma Bunko), первый том поступил в продажу 20 декабря 2013 года.. По состоянию на 11 февраля 2016 года опубликовано 3 тома ранобэ.
Список ранобэ
| № | Заглавие                                                        | Дата публикации | ISBN                   |
| - | --------------------------------------------------------------- | --------------- | ---------------------- |
| 1 | Myriad Colors Phantom World (無彩限のファントム・ワールド)      | 20 декабря 2013 | ISBN 978-4-907064-13-6 |
| 2 | Myriad Colors Phantom World 2 (無彩限のファントム・ワールド ２) | 30 октября 2015 | ISBN 978-4-907064-34-1 |
| 3 | Myriad Colors Phantom World 3 (無彩限のファントム・ワールド ３) | 11 февраля 2016 | ISBN 978-4-907064-45-7 |

### Аниме
Над аниме-адаптацией работала студия Kyoto Animation, режиссёром был Исихара, Тацуя, также известный работами Меланхолия Харухи Судзумии, Clannad и Chuunibyou Demo Koi ga Shitai!, сценарием занимался Симо Фумихико. Трансляция аниме началась 7 января 2016 года. Также была анонсирована OVA-адаптация, вышедшая в октябре 2016 года.

#### Список серий
| №.  | Название серии                                                                         | Трансляция в Японии |
| --- | -------------------------------------------------------------------------------------- | ------------------- |
| 1   | Age of Phantoms «Fantomu no Jidai» (ファントムの時代)                                  | 7 января 2016       |
| 2   | Take Out the Annoying UFO! «Meiwaku Yūfō o Yattsukero!» (迷惑UFOをやっつけろ!)         | 14 января 2016      |
| 3   | Operation Copy-Paste Memories «Kioku Kopipe Sakusen» (記憶コピペ作戦)                  | 21 января 2016      |
| 4   | Fake Family «Mozō Kazoku» (模造家族)                                                   | 28 января 2016      |
| 5   | I Can't Use My Special Abilities! «Tokui Nōryoku ga Tsukaenai!» (特異能力が使えない!)  | 4 февраля 2016      |
| 6   | Kurumi and the Teddy Bear Kingdom «Kurumi to Nuigurumi Ōkoku» (久瑠美とぬいぐるみ王国) | 11 февраля 2016     |
| 7   | Schrödinger's Cat Mansion «Shurēdingā no Neko Yashiki» (シュレーディンガーの猫屋敷)    | 18 февраля 2016     |
| 8   | Break Through the Monkey Hot Spring! (猿温泉を突破せよ！)                              | 25 февраля 2016     |
| 9   | The Strange Tale of the Bakumatsu Phantom (幕末ファントム異聞)                         | 3 марта 2016        |
| 10  | Little Ruru's Big Dream (小さいルルの大きな夢)                                         | 10 марта 2016       |
| 11  | Tiny Haruhiko-kun (ちびっ子晴彦くん)                                                   | 17 марта 2016       |
| 12  | The Mother Hath Returned (母は帰りぬ)                                                  | 24 марта 2016       |
| 13  | The Eternal Phantom World (永遠のファントム・ワールド)                                 | 31 марта 2016       |
| OVA | The Polka Dot Miracle «Mizutama no Kiseki» (水玉の奇跡)                                | 5 октября 2016      |